# 구름산초등학교
구름산초등학교는 대한민국 경기도 광명시에 있는 공립 초등학교이다.

## 학교 연혁
- 2010.03.01 초대 장재성 교장 취임
- 2010.03.01 구름산초등학교 병설유치원 개원(2학급)
- 2010.03.01 구름산초등학교 개교(일반학급 27학급, 특수학급 1학급)
- 2011.02.16 제1회 졸업(109명)
- 2014.03.01 제2대 전옥주 교장 취임
- 2015.02.13 제5회 졸업(185명)
- 2015.03.02 제6회 입학(359명)

## 학교 상징
- 교목(校木) - 소나무
- 교화(敎化) - 진달래

## 참고 자료
- 구름산초등학교 - 한국교육학술정보원 학교알리미